# توماس لان
توماس لان (بالإنجليزية: Thomas Lane)‏ هو عسكري أيرلندي، ولد في مايو 1836 في كورك في جمهورية أيرلندا، وتوفي في 12 أبريل 1889 في كيمبرلي في جنوب أفريقيا.